# Сворад (святой)
Сворад (Андрей-Сворад; лат. Zoerardus, пол. Świerad; около 980 — около 1030) — словацкий святой, покровитель города Нитра и Нитрянского епископства.

## Биография
Святой Сворад родился в местечке Опатовец-на-Висле (Малая Польша). В течение нескольких лет жил отшельником недалеко от деревни Тропье-над-Дунайцом.
В период правления венгерского короля Иштвана I Сворад прибыл в Нитру, где вступил в бенедиктинский религиозный орден монастыря Святого Ипполита в Зоборе. Там от игумена Филиппа принял монашеский постриг и получил монашеское имя Андрей.
Святой Сворад жил отшельником в Зоборе. Известно, что он вёл отшельническую жизнь в небольшой пещере недалеко от монастыря. Пещера с тех пор называется Сворадовой пещерой. Он жил в состоянии настолько строгого аскетизма, что по легенде железная цепь, которую он носил вокруг пояса, вросла в его тело. Его учеником был святой Бенедикт (Бенядик), живший отшельником в Скалке-при-Тренчине.
Святой Сворад умер около 1030 года. Нитрянский герцог Геза ещё в 1064 году предпринял первые шаги к причислению Андрея к лику святых. Однако культ этого первого словацкого святого был официально утверждён только в 1083 году папой римским Григорием VII заслугами венгерского короля Ласло I.
Мощи святого Сворада покоятся в Соборе святого Эммерама в Нитре.
О жизни святого Сворада известно из «Легенды о пустынниках Свораде-Андрее и Бенедикте», написанной епископом, поэтом и писателем XI века Мавром.